# Gina Lynn
Gina Lynn, pseudonimo di Tanya Mercado (Mayagüez, 15 febbraio 1974), è un'ex attrice pornografica e regista pornografica portoricana.

## Biografia

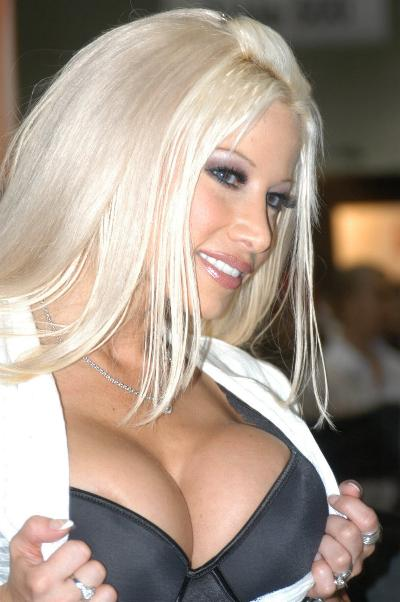
Gina Lynn nel 2006

Gina Lynn nacque a Mayagüez, Porto Rico, da padre portoricano di origini spagnole e da madre italiana. All'età di 7 anni, a causa del divorzio dei genitori, si trasferì con la madre a Jackson Township, nel New Jersey.
Quando aveva 10 anni sua madre si sposò con un uomo che da Gina Lynn fu soprannominato il suo salvatore per il fatto che le fece da padre e le diede una famiglia. Inoltre Gina Lynn ha un fratellastro più giovane.
Cominciò a frequentare un collegio privato cattolico, dove però la ragazza si sentiva fuori luogo. Quando andò al liceo cominciò a lavorare a tempo parziale in un centro commerciale, e lì conobbe alcune persone con le quali strinse amicizia.
Conobbe poi una ragazza che lavorava in un locale di striptease; Gina Lynn, desiderosa di guadagnare di più, cominciò a lavorare come spogliarellista durante i weekend quando frequentava ancora l'ultimo anno di liceo.
Due anni dopo venne a conoscenza di un locale di striptease in Pennsylvania, chiamato Al's Diamond Cabaret, dove molti attori pornografici facevano audizioni. Gina decise di partecipare perché la cosa le sembrava molto interessante.
Continuò comunque per anni a lavorare come spogliarellista, un lavoro che la portò a conoscere molta gente relazionata con l'industria del cinema pornografico.

## Carriera

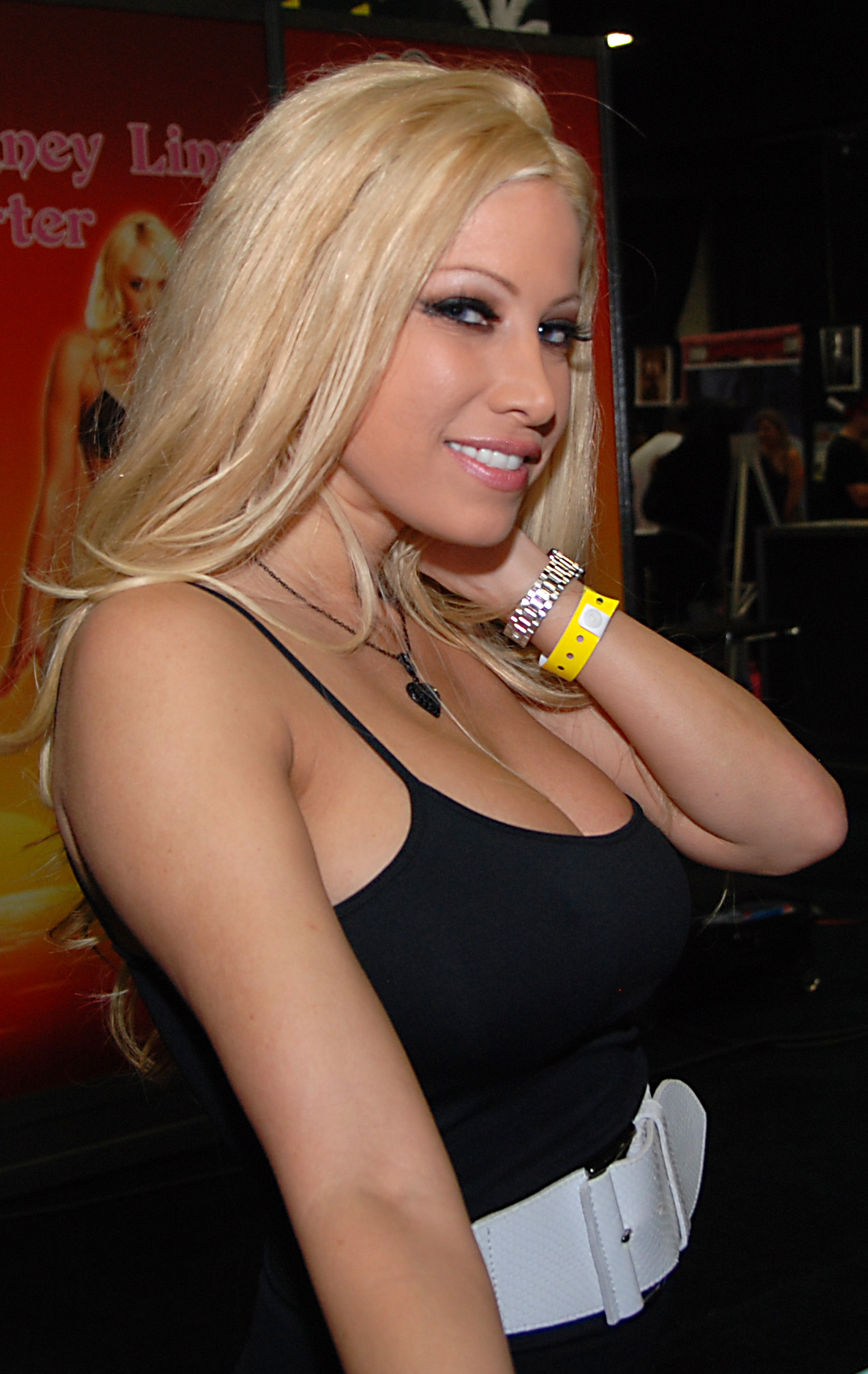
Gina Lynn nel 2010

Grazie ai contatti che aveva sul lavoro, Gina si introdusse lentamente nell'industria per adulti, prima posando per la rivista Chèri nel 1997 e dopo girando scene porno a Los Angeles.
Conobbe poi Travis Knight, con il quale si sposò, e insieme decisero di dedicarsi professionalmente al cinema pornografico. Il nome di Gina si fece ogni volta più grande nell'industria e lo studio Pleasure Productions le offrì un contratto esclusivo che Gina accettò, lavorando per la casa di produzione alcuni anni.
La fama di Gina aumentò specialmente quando iniziò a comparire in alcune serie televisive statunitensi, come I Soprano. Rinnovò la fama quando il rapper Eminem la vide in TV e decise che Gina sarebbe stata la protagonista insieme a lui del video musicale della sua canzone Superman dall'album The Eminem Show. Il video ebbe un notevole successo e raggiunse i posti più alti della classifica dei maggior successi negli Stati Uniti. Inoltre il video musicale non censurato di Superman è incluso nel DVD del film del 2002 8 mile, il cui protagonista è il cantante.
Gina Lynn ha fondato insieme al marito la casa produttrice film pornografici Gina Lynn Productions. Nell'aprile 2012 è stata la Penthouse of Month e subito dopo ha annunciato il ritiro dall'industria pornografica. Fa parte dal 2010 della Hall of Fame degli AVN Awards.

## Riconoscimenti
AVN Awards
- 2010 – Hall of Fame[6]
- F.A.M.E. Awards
  - 2008 – Hottest Ass[7]

## Filmografia

### Attrice
- 18 In Vegas 1 (1999)
- 2'fers 1 (2000)
- Action Sports Sex 9 (2000)
- California Cocksuckers 20 (2000)
- Diamond Dog (2000)
- Four Finger Club 9 (2000)
- Fresh Flesh 11 (2000)
- Girl's Affair 42 (2000)
- Kiss of the Black Widow (2000)
- Live Bait 4 (2000)
- New Breed 3 (2000)
- Paige Shagwell P.I.: Undercover Lap Dancer (2000)
- Sex Deluxe (2000)
- Shock Therapy (2000)
- Soaking Wet Cotton Panties 6 (2000)
- Suspended Disbelief (2000)
- Sweet Lil 18 8: Mariah's After School Special (2000)
- Wet Cotton Panties 13 (2000)
- Accidental Starlet (2001)
- Buttslammers 21 (2001)
- Cruising with Nina Ferrari (2001)
- Cruising with Tabitha (2001)
- Dreamscapes (2001)
- Gina's Very Merry Christmas Orgy (2001)
- House Sitter (2001)
- Inner Vision (II) (2001)
- Jail Babes 3 (2001)
- Naughty Nights (2001)
- Naughty Nights 2 (2001)
- New Breed 5 (2001)
- New Breed 7 (2001)
- Savage Security (2001)
- Strap-On Sally 17 (2001)
- Capers (2002)
- Crazy About You (2002)
- Cruising with Miko Lee (2002)
- Fairy's Tail (2002)
- Fortune (2002)
- Naughty Nights 3 (2002)
- Strap-On Sally 18 (2002)
- Strap-On Sally 19 (2002)
- Strap-On Sally 20 (2002)
- XXX Video Factory (2002)
- 10 Magnificent Blondes (2003)
- Close-up 1 (2003)
- Club Freak (2003)
- Deviant Behavior (2003)
- Dirty Work (2003)
- Eye Of Desire (2003)
- Flesh Hunter 6 (2003)
- High Rise (2003)
- Li'l Red (2003)
- Naughty Nights 5 (2003)
- Private Reality 17: Anal Desires (2003)
- Retro Lust (2003)
- Strap-On Sally 21 (2003)
- Strap-On Sally 22 (2003)
- Sweetest Thing (2003)
- Undercover Operations: Special Agent 69 (2003)
- Celebrity Porn Stars Exposed (2004)
- Close-up 2 (2004)
- Club's Room Service (2004)
- Flash 1 (2004)
- Flash 2 (2004)
- Gina Lynn Reinvented (2004)
- Gina Lynn's Dark Side (2004)
- Matrix Pornstars (2004)
- Top Notch Bitches 1 (2004)
- Wild On X 1 (2004)
- Wild On X 2 (2004)
- Babes.Tv. 3 (2005)
- Dr. Lenny's Favorite Anal Scenes (2005)
- Flesh Hunter 8 (2005)
- Gina Lynn Gone Wild (2005)
- Gina Lynn Unleashed (2005)
- Intimate Affair with Gina Lynn (2005)
- Lipstick Lesbians 3 (2005)
- My First Anal (2005)
- Porn Fidelity 2 (2005)
- Sex Goddess (II) (2005)
- Tear Jerkers 1 (2005)
- Dirty Chicks Craving Meat Sticks (2006)
- Double DDs and Derrieres 2 (2006)
- Double D's and Derrieres 1 (2006)
- Drowning In Bitch Juice 1 (2006)
- Flesh Hunter 9 (2006)
- Fresh Breed 3 (2006)
- Hand to Mouth 4 (2006)
- I Love Gina 1 (2006)
- Jack's Big Ass Show 5 (2006)
- Lynn, Lynn And Lynn (2006)
- My First Sex Teacher 7 (2006)
- Tear Jerkers 2 (2006)
- Top Notch Bitches 5 (2006)
- Virtual Blackjack with Gina Lynn (2006)
- Babysitters (2007)
- Black Owned 2 (2007)
- Buttworx (2007)
- Demons Within (2007)
- Double D's and Derrieres 3 (2007)
- Drowning In Bitch Juice 2 (2007)
- Fantasstic Whores 3 (2007)
- Feeding Frenzy 9 (2007)
- Filthy 2 (2007)
- Fresh Breed 4 (2007)
- Gina's Black Attack 2 (2007)
- Gina's Filthy Hos 4 (2007)
- Hot Rats 2 (2007)
- Housewife 1 on 1 8 (2007)
- Internal Cumbustion 11 (2007)
- Jack's Big Tit Show 4 (2007)
- Jack's POV 7 (2007)
- Licensed to Blow 3 (2007)
- Meet The Fuckers 6 (2007)
- Naughty Office 7 (2007)
- Oui (2007)
- Pussy Meltdown (2007)
- Rossi's Revenge (2007)
- Taboo 23 (2007)
- Tear Jerkers 3 (2007)
- Top Notch Bitches 6 (2007)
- Ultimate Feast 1 (2007)
- Apple Bottomz 5 (2008)
- Big Tits at Work 1 (2008)
- Bleached To The Bone 1 (2008)
- Control Freaks (2008)
- Drowning In Bitch Juice 3 (2008)
- Fantasstic Whores 4 (2008)
- Fresh Breed 5 (2008)
- Interactive Gina Lynn (2008)
- Jack's Big Tit Show 8 (2008)
- Lex The Impaler 3 (2008)
- Massive Asses 3 (2008)
- Monster Curves 2 (2008)
- No Man's Land Interracial Edition 11 (2008)
- Not The Bradys XXX: Marcia Marcia Marcia (2008)
- Oil Overload 1 (2008)
- Pornstars Like It Big 1 (2008)
- Pornstars Like It Big 3 (2008)
- Screen Dreams 3 (2008)
- Surrender the Booty 3 (2008)
- Sweet Cream Pies 5 (2008)
- Top Notch Bitches 7 (2008)
- Ultimate Feast 2 (2008)
- Big Tits at Work 5 (2009)
- Blowjob Winner 1 (2009)
- Blowjob Winner 2 (2009)
- Cream Team 3 (2009)
- Cum Hunters 5 (2009)
- Dirty Blondes (2009)
- Don't Cum Inside Me 2 (2009)
- Double D's and Derrieres 4 (2009)
- Fuck a Fan 1 (2009)
- Fuck a Fan 5 (2009)
- Jules Jordan Double Team All Stars (2009)
- Lizzy Borden Goes to Jail (2009)
- Moms a Cheater 10 (2009)
- Pornstars Like It Big 7 (2009)
- Seduced by a Cougar 12 (2009)
- Strap-On Sally 24 (2009)
- Strap-On Sally 25 (2009)
- Ultimate Feast 3 (2009)
- Welcome to Boobstown (2009)
- American Bad Asses (2010)
- Attack Of The Great White Ass 5 (2010)
- Big Tits in Sports 3 (2010)
- Cougar Tales 3 (2010)
- Dangerous Curves (2010)
- Fuck You (2010)
- Gina's Filthy Hos 5 (2010)
- Handjob Spectacles (2010)
- I Love Gina 2 (2010)
- Laly's Angels (2010)
- Lex On Blondes 6 (2010)
- Little Miss Lesbian (2010)
- Once You Go Black 5 (2010)
- Self Service 2 (2010)
- This Ain't Baywatch XXX (2010)
- True Blonde (2010)
- Big Boob Blondes (2011)
- Lesbian Lust 4 (2011)
- Once You Go Black 6 (2011)
- Passionate Pleasures 2 (2011)
- Popular Demand (2011)
- Pornstars Punishment 4 (2011)
- All Star Celebrity XXX: Gina Lynn (2012)
- Are You a Boob Man (2012)
- Big Tits Boss 21 (2012)
- College Invasion 13 (2012)
- Doctor Adventures.com 12 (2012)
- Gina Lynn: Big Tit Cock Jerking MILFs (2012)
- Super Cougar Gina Lynn (2012)
- Big Boobs In Uniform (2013)
- Got MILFs (2013)
- Best in Ass (2014)
- Blonde Bombshells (2014)
- POV All Stars (2014)
- Vanilla MILF Shakes 2 (2014)

### Regista
- Gina's Filthy Hos 1 (2004)
- Top Notch Anal Bitches (2004)
- Top Notch Bitches 2 (2004)
- Double Dutch (2005)
- Fantasstic Whores 1 (2005)
- Fresh Breed 1 (2005)
- Fresh Breed 2 (2005)
- Gina's Black Attack 1 (2005)
- Gina's Filthy Hos 2 (2005)
- Tear Jerkers 1 (2005)
- Top Notch Bitches 3 (2005)
- Double D's and Derrieres 1 (2006)
- Drowning In Bitch Juice 1 (2006)
- Fantasstic Whores 2 (2006)
- I Love Gina 1 (2006)
- Top Notch Bitches 5 (2006)
- Fantasstic Whores 3 (2007)
- Fresh Breed 4 (2007)
- Gina's Black Attack 2 (2007)
- Ultimate Feast 1 (2007)
- Drowning In Bitch Juice 3 (2008)
- Fantasstic Whores 4 (2008)
- Fresh Breed 5 (2008)
- Top Notch Bitches 7 (2008)
- Double D's and Derrieres 4 (2009)
- Ultimate Feast 3 (2009)
- Gina's Filthy Hos 5 (2010)
- I Love Gina 2 (2010)